# Elena Kampouris
Elena Kampouris (ur. 16 września 1997 w Nowym Jorku) – amerykańska aktorka, która grała w filmach: Zanim odejdę, Magik z Nowego Jorku, Uwiązani, a także Moje wielkie greckie wesele 2 i jego kontynuacji.

## Filmografia

### Filmy
| Rok  | Tytuł                                                      | Rola                | Uwagi |
| ---- | ---------------------------------------------------------- | ------------------- | ----- |
| 2013 | Długi, wrześniowy weekend (Labor Day)                      | młoda Rachel McCann |       |
| 2014 | Uwiązani (Men, Women & Children)                           | Allison Doss        |       |
| 2014 | Magik z Nowego Jorku (The Cobbler)                         | Alexia              |       |
| 2016 | Moje wielkie greckie wesele 2 (My Big Fat Greek Wedding 2) | Paris Miller        |       |
| 2017 | Zanim odejdę (Before I Fall)                               | Juliet Sykes        |       |
| 2019 | Letnia noc (Summer Night)                                  | Corin               |       |
| 2020 | Dzieci kukurydzy (Children of the Corn)                    | Boleyn Williams     |       |
| 2021 | Shoplifters of the World                                   | Sheila              |       |
| 2022 | Wifelike                                                   | Meredith            |       |
| 2023 | Moje wielkie greckie wesele 3 (My Big Fat Greek Wedding 3) | Paris Miller        |       |
| 2023 | Vindicta                                                   | Lou                 |       |
| 2024 | Fino alla fine                                             | Sophie              |       |

### Seriale
| Rok  | Tytuł                                  | Rola              | Uwagi          |
| ---- | -------------------------------------- | ----------------- | -------------- |
| 2012 | Plotkara (Gossip Girl)                 | Constance Girl #2 | 1 odc.         |
| 2013 | Pechowcy (Jinxed)                      | Ivy Murray        | film TV        |
| 2015 | American Odyssey                       | Maya Decker       | 9 odc.         |
| 2018 | Sacred Lies                            | Minnow Bly        | w gł. obsadzie |
| 2021 | Dziedzictwo Jowisza (Jupiter's Legacy) | Chloe Sampson     | w gł. obsadzie |